# هيرما ماير
هيرما ماير (بالهولندية: Herma Meijer)‏ هي متزلجة هولندية، ولدت في 16 أبريل 1969 في أسن في هولندا.

## وصلات خارجية
- هيرما ماير على موقع أوليمبيديا (الإنجليزية)